# Sukhoj Su-1
Sukhoj Su-1 eller I-330 (russisk: Сухой Су-1) var en prototype til et jagerfly, der skulle operere i stor højde. Flyet blev designet i 1940 af den sovjetiske flydesigner Pavel Sukhoj og dennes designbureau Sukhoj OKB. En forbedret version ved navn Su-3 (I-360), blev bygget og testet i 1941. Ingen af de to versioner blev masseproduceret.

## Udvikling
I 1939 gav Sovjetunionens ledelse en række flydesignere til opgave at udvikle et jagerfly, der skulle kunne operere i stor højde. En af de designere, der fik opgaven var Pavel Sukhoj, der efter sin tid hos Tupolev netop havde fået tildelt sit eget designbureau. Sukhoj designede herefter Su-1; et konventionelt lavtvinget monoplan med en strømlinet delvist selvbærende krop af træ, vinge af fremstillet af duraluminium og et cockpit uden tryk. Det særlige ved flyet var dets to TK-2 turboladere, der blev drevet af udstødningsgasserne fra flyets V-12 Klimov M-105P-motor. Prototypen blev færdiggjort på Sukhojs fabrik i Kharkov i Ukraine i maj 1940 og fløj første gang den 15. juni samme år. Testflyvningerne fortsatte til den 3. august, hvor flyet havarerede, da piloten landede uden at have slået understellet ned. Efter reparation af flyet blev testene genoptaget, men den 2. oktober 1940 måtte flyet nødlande, da motoren satte ud under en testflyvning. Begrænsede test blev udført frem til april 1941, hvorunder flyet opnåede en tophastighed på 641 km/t i 10.000 m højde. Der var dog løbende problemer med flyets turboladere, og uden disse var flyet underlegent i forhold til Jakovlevs Jak-1.

## Su-3
Den anden prototype af flyet, kaldet Su-3, afveg fra den første prototype ved at have en ændret vinge, der havde et reduceret vingeareal på 17m². Su-3 blev færdiggjort i 1941 og havde bedre flyveegenskaber end Su-1, men havde fortsat problemer med turboladerne. Videre udvikling af flyet blev skrinlagt den 16. april 1941, da fremstillingen af pålidelige TK-2 turboladere blev yderligere forsinket.
De to prototypers skæbne er usikker. Ifølge nogle oplysninger blev Su-1 ødelagt i forbindelse med bombningen af et tog nær Novosibirsk og Su-3 skulle være blevet ødelagt i Novosibirsk under 2. verdenskrig.
Grundet problemerne med flyets turboladere valgte Sovjetunionen i stedet af satse på jagerflyet Jak-1 fra Jakovlev.

## Operatører
- Sovjetunionens luftvåben

## Lignende fly
- Mikojan-Gurevitj MiG-1
- Jakovlev Jak-1

## Eksterne links
- "Sukhoi Su-1, 3". Sukhoi Company Museum. Arkiveret fra originalen 2. maj 2007. Hentet 2011-07-12.